# 霍罗希夫区 (日托米尔州)

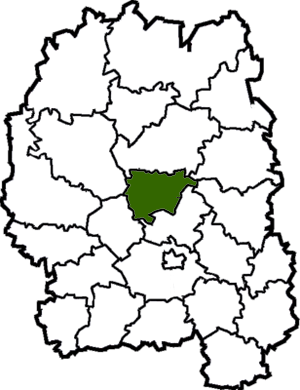
撤销前霍罗希夫区在日托米爾州的位置

霍罗希夫区（烏克蘭語：Хорошівський район），2016年前名为沃洛達爾斯克-沃伦斯基區（烏克蘭語：Володарсько-Волинський район），曾是烏克蘭北部日托米爾州的一個區，行政中心設於霍罗希夫，面積869平方公里，2013年人口35,590，人口密度每平方公里40.9人。
该区在2020年7月18日的乌克兰行政区划改革中被撤销，改革后日托米爾州下分为4个区。霍罗希夫区合并至日托米爾區。
50°36′17″N 28°26′41″E / 50.60472°N 28.44472°E